# 安德烈·維舒宏
安德烈·維舒宏（法語：André Verchuren，1920年12月28日—2013年7月10日），生於法國瓦茲省（Oise）訥伊-蘇-克萊蒙，手風琴家，曾獲手風琴世界盃冠軍。

## 生平
安德烈·維舒宏的父母來自比利時，他在法國出生。其父雷蒙·維舒宏（Raymond Verschueren）是位音樂家，在他父親的教導下，4歲開始學習手風琴，6歲開始公開演出。
二次大戰期間，維舒宏參與法國抵抗運動，協助拯救盟軍飛行員。1944年遭到蓋世太保逮捕，送入德國集中營。他幸運的生存下來，在戰爭結束後，經過長期復健，重新開始音樂表演事業。